# Quần đảo San Blas
Quần đảo San Blas là một quần đảo bao gồm 365 đảo và đảo nhỏ, trong đó có 49 hòn đảo là có người sinh sống. Nó nằm ngoài khơi phía Bắc của Eo đất Panama, phía Đông kênh đào Panama, thuộc chủ quyền của Panama. Một phần của tỉnh Guna Yala (hay còn gọi là San Blas) dọc theo bờ biển Caribe của Panama là quê hương của những người bản địa Kuna. San Blas và khu vực xung quanh quần đảo là thiên đường của du lịch sinh thái vì sự nguyên sơ của nó. Quần đảo cũng là nơi tuyệt vời cho hoạt động đi thuyền buồm nhờ vẻ đẹp và ít xuất hiện những cơn bão nhiệt đới.

## Truyền thống và di sản
Trước khi những người châu Âu tới đây, những người Kuna bản địa có truyền thống mặc ít quần áo và cơ thể họ được trang trí bởi những màu sắc sặc sỡ. Các nhà truyền giáo châu Âu khuyến khích nên mặc quần áo thì họ đã sáng tạo ra nghệ thuật dệt đầy màu sắc Molas để tạo thành những bộ quần áo truyền thống.
Những người Kuna thờ một vị thần có tên là Erragon. Trong quá trình xâm lược Panama của Tây Ban Nha, những người Kuna đã chạy chốn sang 378 hòn đảo gần đó. Và ngày nay, lãnh địa của họ là một hòn đảo có tên là Acuadup, có nghĩa là "đảo đá". Nghề nghiệp chính của những người Kuna là săn bắn và đánh cá. Tại một số hòn đảo, trẻ em Kuna được tới trường học. Hầu hết những người đàn ông Kuna nói tiếng Tây Ban Nha dù phụ nữ vẫn sử dụng ngôn ngữ truyền thống.
Từ năm 1679 - 1681, William Dampier bắt đầu và kết thúc cuộc hành trình đầu tiên của mình trên con tàu với những tên cướp biển tại những hòn đảo mà ông gọi là "The Samballoes", một điểm hẹn của những tên cướp biển thuận tiện và bí mật cho việc cất giấu.